# Gonomyia pulchripes
Gonomyia pulchripes är en tvåvingeart som beskrevs av Alexander 1921. Gonomyia pulchripes ingår i släktet Gonomyia och familjen småharkrankar.
Artens utbredningsområde är Kamerun. Inga underarter finns listade i Catalogue of Life.